# (2129) Cosicosi
(2129) Cosicosi es un asteroide que forma parte del cinturón de asteroides y fue descubierto el 27 de septiembre de 1973 por Paul Wild desde el Observatorio de Berna-Zimmerwald, Suiza.

## Designación y nombre
Cosicosi se designó inicialmente como 1973 SJ.
Posteriormente fue nombrado por la expresión italiana para «ni bueno, ni malo».

## Características orbitales
Cosicosi orbita a una distancia media de 2,181 ua del Sol, pudiendo alejarse hasta 2,559 ua y acercarse hasta 1,803 ua. Su excentricidad es 0,1735 y la inclinación orbital 5,516°. Emplea en completar una órbita alrededor del Sol 1176 días.